# Dominicas de Santa Catalina de Siena de Portugal
La Congregación Portuguesa de Hermanas Dominicas de Santa Catalina de Siena (en portugués: Congregação das Irmãs Dominicanas de Santa Catarina de Sena) es una congregación religiosa católica femenina, de vida apostólica y de derecho pontificio, fundada en 1866, por la religiosa portuguesa Teresa de Saldanha, en Lisboa. A las religiosas de este instituto se les conoce como Dominicas de Santa Catalina de Siena de Portugal o dominicas portuguesas y posponen a sus nombres las siglas D.S.C.S.

## Historia

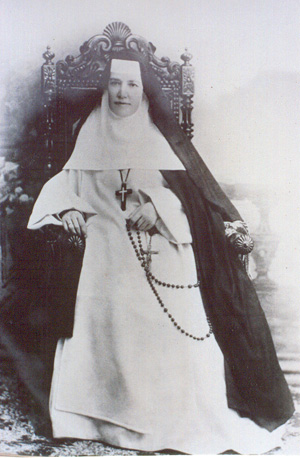
Teresa de Saldanha (1837-1916), fundadora de la congregación.

La congregación fue fundada por Teresa de Saldanha para la educación de la juventud y otras obras de caridad, en 1866, en Lisboa, siendo la primera congregación religiosa fundada en Portugal, luego de la supresión de los religiosos. Su origen se remonta a la asociación protectora de las niñas pobres fundada por las hijas de la caridad, al ser expulsadas del país, Saldanha se encargó de la obra, fundando para ella su propia congregación, afiliada a la Orden de Predicadores. Las primeras religiosas se formaron con las dominicas irlandesas. En 1868 regresaron a Portugal y se establecieron en Lisboa.
El instituto fue aprobado como congregación religiosa de derecho diocesano el 28 de marzo de 1887, por el patriarca de Lisboa José Sebastião d'Almeida Neto, agregado a la Orden de Predicadores el mismo día de la fundación y elevado a congregación de derecho pontificio, mediante decretum laudis del 11 de septiembre de 1899, del papa León XIII.

## Organización
La Congregación Portuguesa de Hermanas Dominicas de Santa Catalina de Siena es una congregación religiosa internacional, de derecho pontificio y centralizada, cuyo gobierno es ejercido por una priora general, es miembro de la Familia dominica, de la Conferencia de Hermanas Dominicas Internacional y su sede se encuentra en Lisboa (Portugal).
Las dominicas portuguesas se dedican a la educación y a la atención de los enfermos. En 2017, el instituto contaba con 296 religiosas y 45 comunidades, presentes únicamente en Albania, Angola, Brasil, Mozambique, Portugal y Timor Oriental.